# Gregorio Giuseppe Gaetani de Aragonia

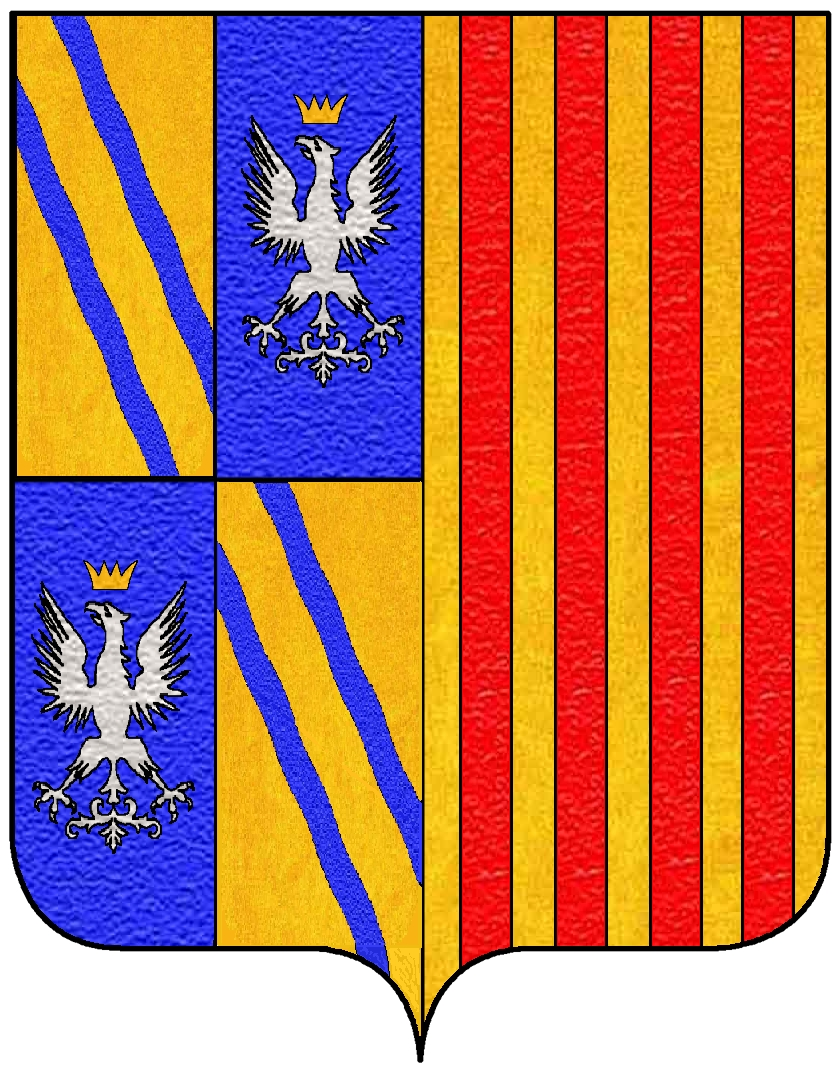
Wappen der Familie

Gregorio Giuseppe Gaetani de Aragonia, auch Giuseppe Gaetani d’Aragona, (* etwa 1643 in Piedimonte Matese; † 12. August 1710) war ein italienischer römisch-katholischer Geistlicher und Bischof.

## Leben
Giuseppe Gaetani d’Aragona (oder de Aragonia) entstammte dem Adelsgeschlecht Caetani. Er war ein Sohn von Alfonso (1609–1644), zweiter Herzog von Laurenzana, Graf von Alife, Prinz von Altamura, Herr von Piedimonte di Gioia di Dragoni und dessen Frau Porzia Carafa (1608–1652), der Witwe von Ferdinando Caracciolo, Herzog von Airola.
Giuseppe Gaetani wurde am 15. März 1646 als Ordensritter in den Malteserorden aufgenommen.
Am 24. Februar 1676 ernannte Clemens X. ihn zum Titularerzbischof von Neocaesarea in Ponto ernannt.  Am 15. März 1676 weihte Francesco Nerli, Erzbischof von Florenz ihn zum Bischof. Mitkonsekratoren waren Antonio Pignatelli del Rastrello, Bischof von Lecce, und Stefano Brancaccio, Bischof von Viterbo e Tuscania.  Am 4. April 1676 ernannte Papst Clemens X. ihn zum Apostolischen Nuntius in Florenz, wo er bis zu seinem Rücktritt am 15. Juni 1678 wirkte.  Am 2. Mai 1695 wurde er von Papst Innozenz XII. zum Titularpatriarchen von Alexandria ernannt.  